# Oswald Egger

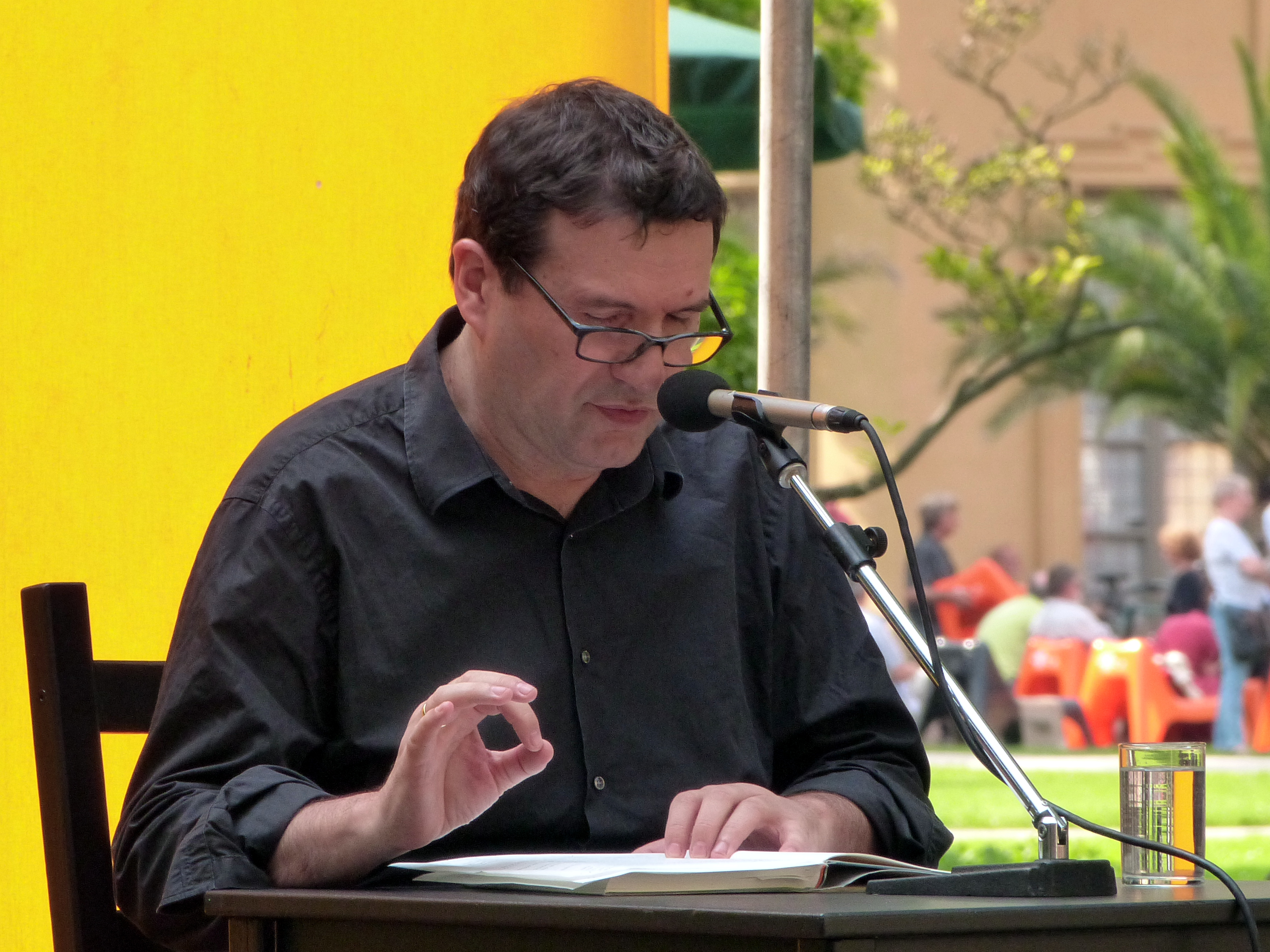
Oswald Egger liest auf dem Erlanger Poetenfest (2017)

Oswald Egger (* 7. März 1963 in Tscherms) ist ein in deutscher Sprache schreibender Schriftsteller aus Südtirol.

## Leben und Werk
Oswald Egger schloss 1992 ein Studium der Germanistik und Philosophie an der Universität Wien mit einer Diplomarbeit zum Thema Wort für Wort: Konjekturen zu einigen mentalen Räumen dunkler Rede oder: „regio“ und „religio“ einer mutmaßlichen Sakramentalität des Hermetischen ab. In den Jahren 1986 bis 1995 war er Veranstalter der von ihm mitinitiierten Kulturtage Lana in Südtirol. Von 1989 bis 1998 gab er die Zeitschrift Der Prokurist in der edition per procura heraus. Egger verfasst in erster Linie Lyrik, die in zahlreichen Anthologien, u. a. Der Große Conrady, und Literaturzeitschriften veröffentlicht wurde. Seine Gedichte wurden ins Französische, Englische und andere Sprachen übersetzt.
Nach seiner Zeit in Wien lebt Egger seit 2002 auf der ehemaligen Raketenstation Hombroich bei Neuss. Er folgt damit dem Lyriker Thomas Kling nach. Für die Stiftung Insel Hombroich verantwortet Egger literarische Projekte, darunter die Reihe Hombroich:Literatur.
Seit 2011 ist er Inhaber der neu geschaffenen Professur Sprache und Gestalt an der Muthesius Kunsthochschule in Kiel. 2013 übernahm er für zwei Semester die Thomas-Kling-Poetikdozentur an der Universität Bonn.
Eggers Buch Entweder ich habe die Fahrt am Mississippi nur geträumt, oder ich träume jetzt (2021) enthält zahlreiche Aquarelle des Autors. Diese wurden erstmals großformatig in einer Ausstellung im Fontana-Pavillon auf der Raketenstation Hombroich gezeigt. Das Buch mit seiner Kombination aus Sprache und Bild bezeichnete Enno Stahl als „ein echtes Gesamtkunstwerk“.
Im Jahr 2024 wurde Egger der Georg-Büchner-Preis zuerkannt. Die Deutsche Akademie für Sprache und Dichtung würdigte, dass er mit seinem Werk „die Grenzen der Literaturproduktion“ überschreite und erweitere. Der Autor arbeite „an einem Werkkontinuum, das Sprache als Bewegung, als Klang, als Textur, als Bild, als Performance“ begreife. Die Preisverleihung erfolgte am 2. November in Darmstadt.

## Werke

### Einzeltitel (Auswahl)
- Die Erde der Rede. Gedicht. Kleinheinrich, 1993.
- Gleich und Gleich. Edition Howeg, 1995.
- Blaubarts Treue. Edition Howeg, 1997.
- Juli, September, August. Edition Solitude, 1997.
- Herde der Rede. Poem. Suhrkamp, Frankfurt am Main 1999.
- Nichts, das ist. Gedichte. Suhrkamp, 2001
- -broich. Homotopien eines Gedichts. Edition Korrespondenzen, 2003.
- Prosa, Proserpina, Prosa. Suhrkamp, 2005.
- Tag und Nacht sind zwei Jahre. Kalendergedichte. Ulrich Keicher, Warmbronn 2006.
- nihilum album. Lieder & Gedichte. Suhrkamp, 2007.
- Lustrationen. Vom poetischen Tun. Suhrkamp, 2008.
- Diskrete Stetigkeit. Poesie und Mathematik. Suhrkamp, 2008.
- Alinea. Vom Zersingen der Lieder. In: Aris Fioretos (Hrsg.): Babel. Für Werner Hamacher. Urs Engeler, Basel 2009, ISBN 978-3-938767-55-9, S. 126–133.
- Die ganze Zeit. Suhrkamp, 2010
- Euer Lenz. Prosa. Suhrkamp, 2013
- Gnomen und Amben. Brueterich Press, Berlin 2015, ISBN 978-3-945229-05-7.
- Harlekinsmäntel und andere Bewandtnisse. Matthes & Seitz, Berlin 2017, ISBN 978-3-95757-352-0.
- Val di Non. Suhrkamp, Berlin 2017, ISBN 978-3-518-42582-4.
- Entweder ich habe die Fahrt am Mississippi nur geträumt, oder ich träume jetzt. Mit Aquarellen des Autors. Suhrkamp, Berlin 2021, ISBN 978-3-518-42977-8.
- Welten von A–Z. Kleines Vademecum zum poetischen Tun. Lyrik Kabinett (Münchner Reden zur Poesie), München 2021. ISBN 978-3-938776-59-9.

### Libretti/Wort-und-Musik-Projekte
- Der Venusmond. Musik: Burkhard Stangl. UA: 1998 New York / Krems.
- A sea of ptyx. Musik: Michael Pisaro (* 1961). UA: 2001 Los Angeles.
- Hanging Garden. Musik: Mit Michael Pisaro. UA: 2002.
- Tag und Nacht sind zwei Jahre. Musik: Michael Pisaro. UA: 2003 München.
- wort für wort (geraum). Musik: Antoine Beuger. UA: 2003 Donaueschinger Musiktage.
- tuning, stumm. Literatur als Radiokunst im ORF-Kunstradio. UA: 18. Juli 2004.

### Sonstiges
- mit Hermann Gummerer (Hrsg.): Walther, Dichter und Denkmal. edition per procura, Lana 1990, ISBN 3-901118-00-4.

## Auszeichnungen (Auswahl)
- 2000: Clemens-Brentano-Preis
- 2000: George-Saiko-Reisestipendium
- 2001: Christine-Lavant-Förderpreis
- 2002: Lyrikpreis Meran
- 2006: Christian-Wagner-Preis
- 2007: Peter-Huchel-Preis
- 2008: H. C. Artmann-Preis[10]
- 2010: Oskar-Pastior-Preis[11]
- 2010: Karl-Sczuka-Preis[12]
- 2013: Karl-Sczuka-Preis[13]
- 2014: Outstanding Artist Award für Literatur
- 2014: Stipendiat in der Deutschen Akademie Rom Villa Massimo[14]
- 2017: Georg-Trakl-Preis für Lyrik
- 2018: Mitglied der Nordrhein-Westfälischen Akademie der Wissenschaften und der Künste
- 2019: Ernst-Jandl-Preis
- 2020–2023: Robert-Musil-Stipendium des Bundesministeriums für Kunst, Kultur, öffentlichen Dienst und Sport[15]
- 2024: Georg-Büchner-Preis[16]